# DVB
| Sigle de o literă                       |                               |
| Sigle de două litere                    |                               |
| Sigle de trei litere                    |                               |
| AAA → DZZ EAA → HZZ IAA → LZZ MAA → PZZ | QAA → TZZ UAA → XZZ YAA → ZZZ |
| Sigle de patru litere                   |                               |
| Sigle de cinci litere                   |                               |
| Sigle de șase litere                    |                               |

DVB este un acronim pentru termenul englez Digital Video Broadcasting, în traducere: difuziune video digitală (televiziunea digitală).

## Standarde

### DVB-T
Articol principal: Televiziunea digitală terestră
Digital Video Broadcasting - Terrestrial (DVB-T), reprezintă standardul organizației Europene de DVB pentru transmiterea televiziunii digitale terestre. Se numește „terestră” deoarece antenele de emisie sunt montate pe clădiri terestre, la fel ca pentru televiziunea tradițională, analogică. Prin intermediul acestui standard se transmit stream-uri audio/video comprimate, utilizându-se modulația OFDM cu codare de canal concatenată (ex: COFDM). Metodele de codare sunt MPEG-2 și mai recent H.264.

Schema unui sistem de transmisie DVB-T

#### DVB-T2
Standardul DVB-T2 (televiziune digitala terestra) a fost făcut public începând cu luna septembrie 2009. Printre îmbunătățiri față de DVB-T se află o rezistență mai mare la interferențe și erori de imagine, o rată de transfer mărită (de la 24Mb/s la 40Mb/s) și codarea MPEG-4, ce permite transmiterea a mai mult de două canale HD pe același multiplex.

### DVB-C
Digital Video Broadcasting - Cable, scurt DVB-C, reprezinta standardul de emisie a televiziuniilor prin cablu in sistem digital. Acest sistem de televiziune există de câtăva vreme și în România, principalii distribuitori fiind RCS&RDS și Vodafone (fostul UPC).

### DVB-S
Digital Video Broadcasting-Satellite, scurt DVB-S, este standardul de transmisie pentru televiziunile prin sateliți de telecomunicații; datează din 1995. Este folosit prin sateliți care deservesc fiecare continent din lume. DVB-S este utilizat în modurile de difuzare de rețea MCPC și SCPC, precum și pentru difuzare prin sateliți precum Sky Digital (Regatul Unit), Astra în Europa, Globecast în SUA și Bell ExpressVu în Canada. Această tehnologie folosește o frecvență de 11/12 GHz. Intre timp a aparut si DVB-S2, o imbunatatire a acestui standard.

### DVB-H
Digital Video Broadcasting - Handheld (DVB-H), reprezintă standardul pentru televiziunea digitală terestră mobilă, transmisie TV terestră pentru utilizatori mobili.

### DVB-IPTV
DVB-IPTV este un standard DVB, care permite transmisii audio/video prin tehnologia IP. DVB-IPTV a fost cunoscut anterior ca DVB-IPI.
DVB-P2P
DVB-P2P (Digital Video Broadcasting - Peer to Peer) este un standard DVB neoficial, care permite transmisii audio/video prin tehnologia Peer to Peer asemeni clientilor de fisiere torrent. Principalele metode de transmisie prin intermediul DVB-P2P sunt : Sopcast si Acestream.

## Legături externe
- Standarde DVB.org